# Zarza y Somerial
Zarza y Somerial är en ort i Mexiko.   Den ligger i kommunen San Joaquín och delstaten Querétaro Arteaga, i den centrala delen av landet, 180 km norr om huvudstaden Mexico City. Zarza y Somerial ligger 1 684 meter över havet och antalet invånare är 281.
Terrängen runt Zarza y Somerial är bergig norrut, men söderut är den kuperad. Runt Zarza y Somerial är det ganska glesbefolkat, med 22 invånare per kvadratkilometer. Närmaste större samhälle är Landa de Matamoros, 19,2 km nordost om Zarza y Somerial. I omgivningarna runt Zarza y Somerial växer huvudsakligen savannskog.